# FA Premier League 2001-2002
La FA Premier League 2001-2002 è stata la 103ª edizione della massima serie del campionato inglese di calcio, disputato tra il 18 agosto 2001 e l'11 maggio 2002 e concluso con la vittoria dell'Arsenal, al suo dodicesimo titolo.
Capocannoniere del torneo è stato Thierry Henry (Arsenal) con 24 reti.

## Stagione

### Novità
Al posto delle retrocesse Manchester City, Coventry City e Bradford City sono saliti dalla First Division il Fulham, il Blackburn e, dopo i play-off, il Bolton.
Il Southampton si trasferì nel nuovo stadio, il St Mary's Stadium, lasciando dopo 103 anni lo storico The Dell.

### Avvenimenti
Nella prima edizione della Premier League sponsorizzata dalla Barclays si assistette ad una lotta per il titolo aperta come mai prima, con il campionato che superò la Bundesliga nel Ranking UEFA ed ottenne un ulteriore posto in Champions League. Le prime sei squadre classificate infatti furono tutte in corsa fino a poche giornate dalla fine quando a fare la differenza furono le 13 vittorie consecutive dell'Arsenal che si laureò campione d'Inghilterra alla penultima giornata sbancando Old Trafford. I Gunners segnarono almeno una rete in ogni partita disputata. Secondo chiuse il Liverpool mentre il Manchester Utd finì terzo e per la prima volta dopo un decennio non concluse nei primi due piazzamenti. L'ultimo posto in Champions League andò al Newcastle Utd che ebbe la meglio nel finale sul Leeds Utd e sul Chelsea.
A fondo classifica retrocesse all'ultimo turno l'Ipswich Town, squadra rivelazione appena 12 mesi prima, che però riuscì a mantenere un posto in Coppa UEFA grazie alla vittoria del premio Fair Play della UEFA. Ad accompagnare i Tractor Boys furono il Leicester City che era al suo ultimo torneo nell'impianto di Filbert Street e il Derby County che stavolta non riuscì ad ottenere la salvezza che era arrivata con qualche difficoltà negli anni precedenti. Per la prima volta nella storia della Premier League inoltre (e la prima volta in 12 anni) nessuna delle squadre neopromosse (Blackburn, Bolton e Fulham) retrocedette immediatamente.

## Squadre partecipanti
| Club           | Stagione | Città               | Stadio             | Stagione precedente                                  |
| -------------- | -------- | ------------------- | ------------------ | ---------------------------------------------------- |
| Arsenal        | dettagli | Londra              | Arsenal Stadium    | 2º posto in FA Premier League                        |
| Aston Villa    | dettagli | Birmingham          | Villa Park         | 8º posto in FA Premier League                        |
| Blackburn      | dettagli | Blackburn           | Ewood Park         | 2º posto in First Division, promosso                 |
| Bolton         | dettagli | Bolton              | Reebok Stadium     | 3º posto in First Division, promosso dopo i play-off |
| Charlton       | dettagli | Charlton            | The Valley         | 9º posto in FA Premier League                        |
| Chelsea        | dettagli | Londra              | Stamford Bridge    | 6º posto in FA Premier League                        |
| Derby County   | dettagli | Derby               | Pride Park Stadium | 17º posto in FA Premier League                       |
| Everton        | dettagli | Liverpool           | Goodison Park      | 16º posto in FA Premier League                       |
| Fulham         | dettagli | Londra              | Craven Cottage     | 1º posto in First Division, promosso                 |
| Ipswich Town   | dettagli | Ipswich             | Portman Road       | 5º posto in FA Premier League                        |
| Leeds Utd      | dettagli | Leeds               | Elland Road        | 4º posto in FA Premier League                        |
| Leicester City | dettagli | Leicester           | Filbert Street     | 13º posto in FA Premier League                       |
| Liverpool      | dettagli | Liverpool           | Anfield            | 3º posto in FA Premier League                        |
| Manchester Utd | dettagli | Manchester          | Old Trafford       | 1º posto in FA Premier League                        |
| Middlesbrough  | dettagli | Middlesbrough       | Riverside Stadium  | 14º posto in FA Premier League                       |
| Newcastle Utd  | dettagli | Newcastle upon Tyne | St James' Park     | 11º posto in FA Premier League                       |
| Southampton    | dettagli | Southampton         | St Mary's Stadium  | 10º posto in FA Premier League                       |
| Sunderland     | dettagli | Sunderland          | Stadium of Light   | 7º posto in FA Premier League                        |
| Tottenham      | dettagli | Londra              | White Hart Lane    | 12º posto in FA Premier League                       |
| West Ham Utd   | dettagli | Londra              | Boleyn Ground      | 15º posto in FA Premier League                       |

## Allenatori e primatisti
Fonte:
| Club           | Allenatore                                                                          | Calciatore più presente                                      | Cannoniere                                     |
| -------------- | ----------------------------------------------------------------------------------- | ------------------------------------------------------------ | ---------------------------------------------- |
| Arsenal        | Arsène Wenger                                                                       | Patrick Vieira (36)                                          | Thierry Henry (24)                             |
| Aston Villa    | John Gregory (1ª-23ª) John Deehan (24ª-25ª) Graham Taylor (26ª-38ª)                 | George Boateng (37)                                          | Juan Pablo Ángel (12)                          |
| Blackburn      | Graeme Souness                                                                      | Brad Friedel (36)                                            | Matt Jansen (10)                               |
| Bolton         | Sam Allardyce                                                                       | Michael Ricketts (37)                                        | Michael Ricketts (12)                          |
| Charlton       | Alan Curbishley                                                                     | Dean Kiely, Scott Parker (38)                                | Jason Euell (11)                               |
| Chelsea        | Claudio Ranieri                                                                     | Frank Lampard, Mario Melchiot (37)                           | Jimmy Floyd Hasselbaink (23)                   |
| Derby County   | Jim Smith (1ª-8ª) Colin Todd (9ª-22ª) Billy McEwan (23ª-24ª) John Gregory (25ª-38ª) | Danny Higginbotham, Chris Riggott (37)                       | Malcolm Christie (9)                           |
| Everton        | Walter Smith (1ª-29ª) David Moyes (30ª-38ª)                                         | David Weir (36)                                              | Duncan Ferguson, Tomasz Radzinski (6)          |
| Fulham         | Jean Tigana                                                                         | Steve Finnan (38)                                            | Barry Hayles, Steed Malbranque, Louis Saha (8) |
| Ipswich Town   | George Burley                                                                       | Matt Holland, Hermann Hreiðarsson (38)                       | Marcus Bent (9)                                |
| Leeds Utd      | David O'Leary                                                                       | Nigel Martyn (38)                                            | Robbie Fowler (12)                             |
| Leicester City | Peter John Taylor (1ª-8ª) Dave Bassett (9ª-34ª) Micky Adams (35ª-38ª)               | Lee Marshall, Robbie Savage, Frank Sinclair, Ian Walker (35) | Brian Deane (6)                                |
| Liverpool      | Gérard Houllier                                                                     | John Arne Riise (38)                                         | Michael Owen (19)                              |
| Manchester Utd | Alex Ferguson                                                                       | Paul Scholes, Mikaël Silvestre (35)                          | Ruud van Nistelrooij (23)                      |
| Middlesbrough  | Steve McClaren                                                                      | Gareth Southgate (37)                                        | Alen Bokšić (8)                                |
| Newcastle Utd  | Bobby Robson                                                                        | Shay Given (38)                                              | Alan Shearer (23)                              |
| Southampton    | Peter John Taylor (1ª-5ª; 7ª-8ª) Gordon Strachan (6ª; 9ª-38ª)                       | Wayne Bridge (38)                                            | Marians Pahars (14)                            |
| Sunderland     | Peter Reid                                                                          | Niall Quinn (38)                                             | Kevin Phillips (11)                            |
| Tottenham      | Glenn Hoddle                                                                        | Darren Anderton (35)                                         | Gustavo Poyet, Teddy Sheringham (10)           |
| West Ham Utd   | Glenn Roeder                                                                        | Christian Dailly (38)                                        | Frederic Kanouté (11)                          |

## Classifica finale
|       | Pos. | Squadra        | Pt | G  | V  | N  | P  | GF | GS | DR  |
| ----- | ---- | -------------- | -- | -- | -- | -- | -- | -- | -- | --- |
|       | 1.   | Arsenal        | 87 | 38 | 26 | 9  | 3  | 79 | 36 | +43 |
|       | 2.   | Liverpool      | 80 | 38 | 24 | 8  | 6  | 67 | 30 | +37 |
|       | 3.   | Manchester Utd | 77 | 38 | 24 | 5  | 9  | 87 | 45 | +42 |
|       | 4.   | Newcastle Utd  | 71 | 38 | 21 | 8  | 9  | 74 | 52 | +22 |
|       | 5.   | Leeds Utd      | 66 | 38 | 18 | 12 | 8  | 53 | 37 | +16 |
| [ 5 ] | 6.   | Chelsea        | 64 | 38 | 17 | 13 | 8  | 66 | 38 | +28 |
|       | 7.   | West Ham Utd   | 53 | 38 | 15 | 8  | 15 | 48 | 57 | -9  |
|       | 8.   | Aston Villa    | 50 | 38 | 12 | 14 | 12 | 46 | 47 | -1  |
|       | 9.   | Tottenham      | 50 | 38 | 14 | 8  | 16 | 49 | 53 | -4  |
| [ 6 ] | 10.  | Blackburn      | 46 | 38 | 12 | 10 | 16 | 55 | 51 | +4  |
|       | 11.  | Southampton    | 45 | 38 | 12 | 9  | 17 | 46 | 54 | -8  |
|       | 12.  | Middlesbrough  | 45 | 38 | 12 | 9  | 17 | 35 | 47 | -12 |
|       | 13.  | Fulham         | 44 | 38 | 10 | 14 | 14 | 36 | 44 | -8  |
|       | 14.  | Charlton       | 44 | 38 | 10 | 14 | 14 | 38 | 49 | -11 |
|       | 15.  | Everton        | 43 | 38 | 11 | 10 | 17 | 45 | 57 | -12 |
|       | 16.  | Bolton         | 40 | 38 | 9  | 13 | 16 | 44 | 62 | -18 |
|       | 17.  | Sunderland     | 40 | 38 | 10 | 10 | 18 | 29 | 51 | -22 |
| [ 7 ] | 18.  | Ipswich Town   | 36 | 38 | 9  | 9  | 20 | 41 | 64 | -23 |
|       | 19.  | Derby County   | 30 | 38 | 8  | 6  | 24 | 33 | 63 | -30 |
|       | 20.  | Leicester City | 28 | 38 | 5  | 13 | 20 | 30 | 64 | -34 |

Legenda:
      Campione d'Inghilterra e qualificata alla prima fase a gironi della UEFA Champions League 2002-2003.
      Qualificata alla prima fase a gironi della UEFA Champions League 2002-2003.
      Qualificate al terzo turno di qualificazione della UEFA Champions League 2002-2003.
      Qualificate al primo turno di Coppa UEFA 2002-2003.
      Ammesse al terzo o al secondo turno di Coppa Intertoto 2002.
      Retrocesse in First Division 2002-2003.
Regolamento:
Tre punti a vittoria, uno a pareggio, zero a sconfitta.
A parità di punti le squadre vengono classificate secondo la differenza reti.
Note:
L'Ipswich Town qualificato in Coppa UEFA 2002-2003 in quanto vincitrice dell'UEFA Fair Play ranking.

### Squadra campione
| Formazione tipo | Giocatori (presenze)      |
| --- | ------------------------- |
| Seaman Lauren Keown Campbell Cole Ljungberg Vieira Parlour Pirès Wiltord Henry | David Seaman (17)         |
| Seaman Lauren Keown Campbell Cole Ljungberg Vieira Parlour Pirès Wiltord Henry | Lauren (27)               |
| Seaman Lauren Keown Campbell Cole Ljungberg Vieira Parlour Pirès Wiltord Henry | Martin Keown (22)         |
| Seaman Lauren Keown Campbell Cole Ljungberg Vieira Parlour Pirès Wiltord Henry | Sol Campbell (31)         |
| Seaman Lauren Keown Campbell Cole Ljungberg Vieira Parlour Pirès Wiltord Henry | Ashley Cole (29)          |
| Seaman Lauren Keown Campbell Cole Ljungberg Vieira Parlour Pirès Wiltord Henry | Fredrik Ljungberg (25)    |
| Seaman Lauren Keown Campbell Cole Ljungberg Vieira Parlour Pirès Wiltord Henry | Patrick Vieira (36)       |
| Seaman Lauren Keown Campbell Cole Ljungberg Vieira Parlour Pirès Wiltord Henry | Ray Parlour (27)          |
| Seaman Lauren Keown Campbell Cole Ljungberg Vieira Parlour Pirès Wiltord Henry | Robert Pirès (28)         |
| Seaman Lauren Keown Campbell Cole Ljungberg Vieira Parlour Pirès Wiltord Henry | Sylvain Wiltord (32)      |
| Seaman Lauren Keown Campbell Cole Ljungberg Vieira Parlour Pirès Wiltord Henry | Thierry Henry (33)        |
| Seaman Lauren Keown Campbell Cole Ljungberg Vieira Parlour Pirès Wiltord Henry | Allenatore: Arsène Wenger |
| Altri giocatori: Dennis Bergkamp (33), Gilles Grimandi (26), Nwankwo Kanu (23), Giovanni van Bronckhorst (21), Oleh Lužnyj (18), Edu (14), Matthew Upson (14), Lee Dixon (13), Richard Wright (12), Tony Adams (10), Stuart Taylor (10), Francis Jeffers (6), Igors Stepanovs (6), Jérémie Aliadière (1). |                           |

## Statistiche

### Squadre

#### Capoliste solitarie
Fonte:
|    | —— | ——     | ——     | —— | —— | ——        | ——        | ——        | ——        | ——        | ——        | ——        | ——  | ——        | ——        | ——  | ——        | ——        | ——  | ——      | ——      | ——             | ——             | ——             | ——             | ——             | ——             | ——             | ——             | ——      | ——      | ——      | ——      | ——      | ——      | ——      | ——      | —— |  |
|    |    | Bolton | Bolton |    |    | Leeds Utd | Leeds Utd | Leeds Utd | Leeds Utd | Leeds Utd | Leeds Utd | Leeds Utd |     | Liverpool | Liverpool |     | Newcastle | Newcastle |     | Arsenal | Arsenal | Manchester Utd | Manchester Utd | Manchester Utd | Manchester Utd | Manchester Utd | Manchester Utd | Manchester Utd | Manchester Utd | Arsenal | Arsenal | Arsenal | Arsenal | Arsenal | Arsenal | Arsenal | Arsenal |    |  |
|    |    |        |        |    |    |           |           |           |           |           |           |           |     |           |           |     |           |           |     |         |         |                |                |                |                |                |                |                |                |         |         |         |         |         |         |         |         |    |  |
|    |    |        |        |    |    |           |           |           |           |           |           |           |     |           |           |     |           |           |     |         |         |                |                |                |                |                |                |                |                |         |         |         |         |         |         |         |         |    |  |
| 1ª | 2ª | 3ª     | 4ª     | 5ª | 6ª | 7ª        | 8ª        | 9ª        | 10ª       | 11ª       | 12ª       | 13ª       | 14ª | 15ª       | 16ª       | 17ª | 18ª       | 19ª       | 20ª | 21ª     | 22ª     | 23ª            | 24ª            | 25ª            | 26ª            | 27ª            | 28ª            | 29ª            | 30ª            | 31ª     | 32ª     | 33ª     | 34ª     | 35ª     | 36ª     | 37ª     | 38ª     |    |  |

#### Primati stagionali
Fonte:
- Miglior attacco: Manchester Utd (82 gol fatti)
- Miglior difesa: Liverpool (29 gol subiti)
- Peggior attacco: Sunderland (29 gol fatti)
- Peggior difesa: Bolton (61 gol subiti)
- Miglior serie positiva: Leeds Utd e Liverpool (18 risultati utili)

### Individuali

#### Classifica marcatori
Fonte:
| Gol | Rigori |  | Giocatore               | Squadra                           |
| --- | ------ |  | ----------------------- | --------------------------------- |
| 24  | 4      |  | Thierry Henry           | Arsenal                           |
| 23  | 3      |  | Jimmy Floyd Hasselbaink | Chelsea                           |
| 23  | 5      |  | Alan Shearer            | Newcastle Utd                     |
| 23  | 4      |  | Ruud van Nistelrooij    | Manchester Utd                    |
| 19  | 1      |  | Michael Owen            | Liverpool                         |
| 17  |        |  | Ole Gunnar Solskjær     | Manchester Utd                    |
| 15  |        |  | Robbie Fowler           | Liverpool (3), Leeds Utd (12)     |
| 14  | 1      |  | Eiður Guðjohnsen        | Chelsea                           |
| 14  | 1      |  | Marians Pahars          | Southampton                       |
| 13  |        |  | Andy Cole               | Manchester Utd (4), Blackburn (9) |
| 12  | 2      |  | Juan Pablo Ángel        | Aston Villa                       |
| 12  | 2      |  | James Beattie           | Southampton                       |
| 12  |        |  | Fredrik Ljungberg       | Arsenal                           |
| 12  |        |  | Michael Ricketts        | Bolton                            |
| 12  |        |  | Darius Vassell          | Aston Villa                       |